# اچ‌ام‌آی‌اس سند (کی۲۷۴)

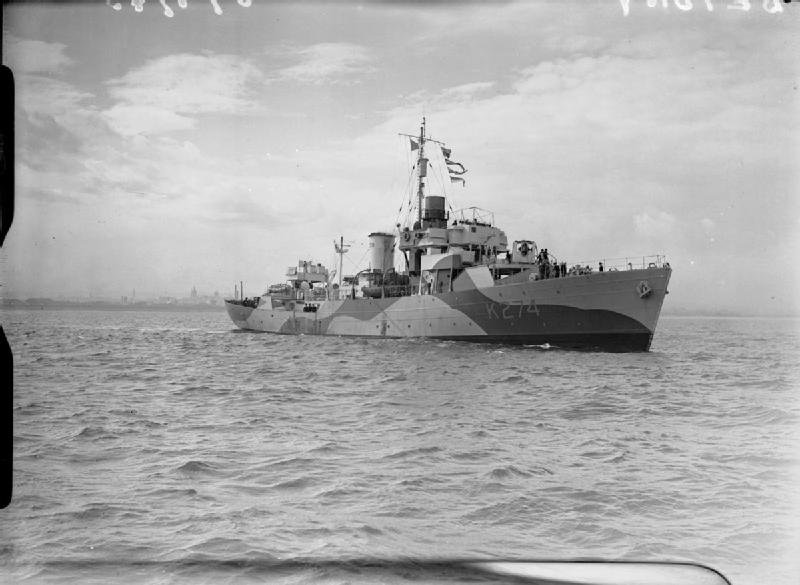
HMS Betony یک ناو هواپیمابر کلاس گل متعلق به نیروی دریایی سلطنتی بود. دستور ساخت این ناو در سال 1941 داده شد و در اوت 1945 به خدمت گرفت.

اچ‌ام‌آی‌اس سند (کی۲۷۴) (به انگلیسی: HMIS Sind (K274)) یک کشتی بود که طول آن ۲۰۸ فوت (۶۳٫۴۰ متر) بود. این کشتی در سال ۱۹۴۳ ساخته شد.